# Tripantium

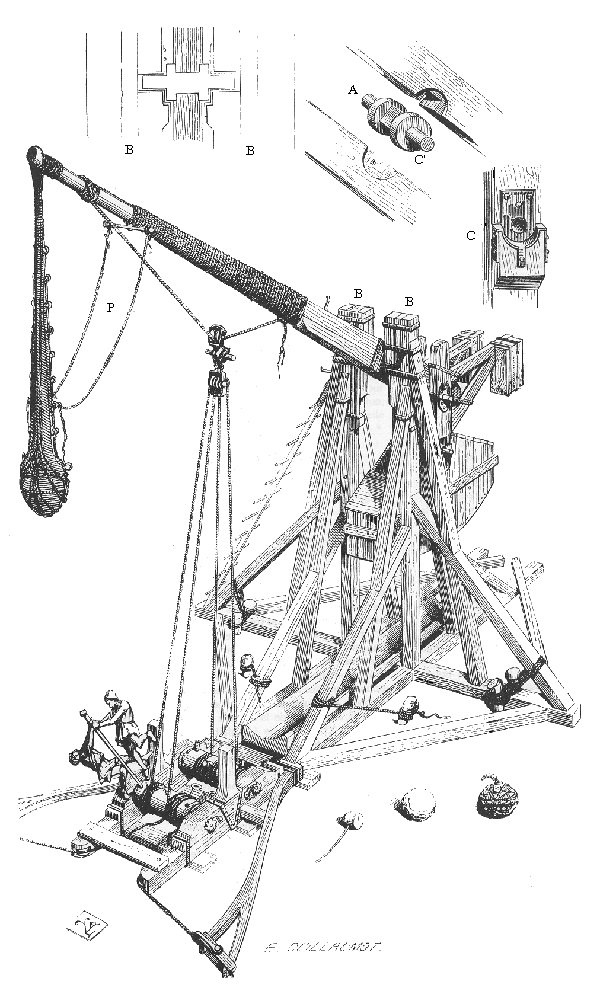
Wielkie tripantium z XIII wieku konstrukcji Wilarda de Honnecourta, rycina F. Funckena

Tripantium (manga, marga, matafunda) – to machina barobalistyczna miotająca pociski stromotorowo, będąca połączeniem trebusza i biffy z przeciwwagą stałą i ruchomą, co pozwoliło na miotanie pocisków celniej od biffy i dalej niż trebusz.
W XIII wieku architekt z Pikardii Villard de Honnecourt zbudował tzw. wielkie tripantium o przeciwwadze ruchomej o masie 26 ton ziemi i przeciwwadze stałej służącej amortyzacji wstrząsu występującego przy oddawaniu strzału. Dodatkową stabilizację zapewniały wbite głęboko w ziemię słupy drewniane. Redukcja naprężeń występujących przy naciąganiu ramienia w dół możliwa była dzięki dwóm odkształcającym się na zewnątrz drewnianym podporom w kształcie litery „Y”. Pocisk umieszczony w uchwycie procowym wyrzucany był przez wybicie młotem kołka znajdującego się pomiędzy układem krążków łączących liny nawijane na kołowrót z liną przymocowaną do ramienia.
Stanisław Sarnicki w Księgach hetmańskich w XVI wieku umieszcza rycinę tej machiny w prostszym wykonaniu wraz z opisem, nazywając ją karrobalistą podobną do studziennego żurawia.